# Album con le migliori prestazioni nella Billboard 200 negli anni 1970
Le seguenti liste elencano le top 10 degli album con le migliori prestazioni negli Stati Uniti d'America durante ogni singolo anno del terzultimo decennio del XX secolo, secondo i dati raccolti dalla rivista Billboard. Le liste di seguito riportate corrispondono alle prime dieci posizioni delle classifiche di fine anno dei vari anni della Billboard 200, la Billboard 200 Year-End, le quali sono basate su un sistema a punti popolato dalle settimane passate nella classifica, la posizione massima raggiunta, le vendite e gli airplay. In considerazione dei vari parametri utilizzati, l’album con le migliori prestazioni non necessariamente coincide con l’album più venduto.

## 1970
| Posizione | Titolo                            | Artista           | Fonte |
| --------- | --------------------------------- | ----------------- | ----- |
| 1         | Bridge over Troubled Water        | Simon & Garfunkel | [ 1 ] |
| 2         | Led Zeppelin II                   | Led Zeppelin      | [ 1 ] |
| 3         | Chicago                           | Chicago           | [ 1 ] |
| 4         | Abbey Road                        | The Beatles       | [ 1 ] |
| 5         | Santana                           | Santana           | [ 1 ] |
| 6         | Get Ready                         | Rare Earth        | [ 1 ] |
| 7         | Easy Rider Original Soundtrack    | AA.VV.            | [ 1 ] |
| 8         | Butch Cassidy Original Soundtrack | AA.VV.            | [ 1 ] |
| 9         | Joe Cocker!                       | Joe Cocker        | [ 1 ] |
| 10        | Captured Live at the Forum        | Three Dog Night   | [ 1 ] |

## 1971
| Posizione | Titolo                     | Artista                | Fonte |
| --------- | -------------------------- | ---------------------- | ----- |
| 1         | Jesus Christ Superstar     | AA.VV.                 | [ 2 ] |
| 2         | Tapestry                   | Carole King            | [ 2 ] |
| 3         | Close to You               | The Carpenters         | [ 2 ] |
| 4         | Pearl                      | Janis Joplin           | [ 2 ] |
| 5         | Abraxas                    | Santana                | [ 2 ] |
| 6         | The Partridge Family Album | The Partridge Family   | [ 2 ] |
| 7         | Sweet Baby James           | James Taylor           | [ 2 ] |
| 8         | Tea for the Tillerman      | Cat Stevens            | [ 2 ] |
| 9         | Greatest Hits              | Sly & the Family Stone | [ 2 ] |
| 10        | Chicago III                | Chicago                | [ 2 ] |

## 1972
| Posizione | Titolo                  | Artista            | Fonte |
| --------- | ----------------------- | ------------------ | ----- |
| 1         | Harvest                 | Neil Young         | [ 3 ] |
| 2         | Tapestry                | Carole King        | [ 3 ] |
| 3         | American Pie            | Don McLean         | [ 3 ] |
| 4         | Teaser and the Firecat  | Cat Stevens        | [ 3 ] |
| 5         | Hot Rocks 1964-1971     | The Rolling Stones | [ 3 ] |
| 6         | Killer                  | Alice Cooper       | [ 3 ] |
| 7         | First Take              | Roberta Flack      | [ 3 ] |
| 8         | America                 | America            | [ 3 ] |
| 9         | Music                   | Carole King        | [ 3 ] |
| 10        | Madman Across the Water | Elton John         | [ 3 ] |

## 1973
| Posizione | Titolo                                   | Artista          | Fonte |
| --------- | ---------------------------------------- | ---------------- | ----- |
| 1         | The World Is a Ghetto                    | War              | [ 4 ] |
| 2         | Summer Breeze                            | Seals and Crofts | [ 4 ] |
| 3         | Talking Book                             | Stevie Wonder    | [ 4 ] |
| 4         | No Secrets                               | Carly Simon      | [ 4 ] |
| 5         | Lady Sings the Blues                     | Diana Ross       | [ 4 ] |
| 6         | They Only Come Out at Night              | Edgar Winter     | [ 4 ] |
| 7         | I Am Woman                               | Helen Reddy      | [ 4 ] |
| 8         | Don't Shoot Me I'm Only the Piano Player | Elton John       | [ 4 ] |
| 9         | I'm Still in Love with You               | Al Green         | [ 4 ] |
| 10        | Seventh Sojourn                          | The Moody Blues  | [ 4 ] |

## 1974
| Posizione | Titolo                                | Artista                  | Fonte |
| --------- | ------------------------------------- | ------------------------ | ----- |
| 1         | Goodbye Yellow Brick Road             | Elton John               | [ 5 ] |
| 2         | John Denver's Greatest Hits           | John Denver              | [ 5 ] |
| 3         | Band on the Run                       | Paul McCartney & Wings   | [ 5 ] |
| 4         | Innervisions                          | Stevie Wonder            | [ 5 ] |
| 5         | You Don't Mess Around with Jim        | Jim Croce                | [ 5 ] |
| 6         | American Graffiti Original Soundtrack | AA.VV.                   | [ 5 ] |
| 7         | Imagination                           | Gladys Knight & the Pips | [ 5 ] |
| 8         | Behind Closed Door                    | Charlie Rich             | [ 5 ] |
| 9         | The Sting Original Soundtrack         | AA.VV.                   | [ 5 ] |
| 10        | Tres Hombres                          | ZZ Top                   | [ 5 ] |

## 1975
| Posizione | Titolo                                      | Artista            | Fonte |
| --------- | ------------------------------------------- | ------------------ | ----- |
| 1         | Greatest Hits                               | Elton John         | [ 6 ] |
| 2         | John Denver's Greatest Hits                 | John Denver        | [ 6 ] |
| 3         | That's the Way of the World                 | Earth, Wind & Fire | [ 6 ] |
| 4         | Back Home Again                             | John Denver        | [ 6 ] |
| 5         | Phoebe Snow                                 | Phoebe Snow        | [ 6 ] |
| 6         | Heart Like a Wheel                          | Linda Ronstadt     | [ 6 ] |
| 7         | Captain Fantastic and the Brown Dirt Cowboy | Elton John         | [ 6 ] |
| 8         | An Evening with John Denver                 | John Denver        | [ 6 ] |
| 9         | AWB                                         | Average White Band | [ 6 ] |
| 10        | On the Border                               | Eagles             | [ 6 ] |

## 1976
| Posizione | Titolo                               | Artista                | Fonte |
| --------- | ------------------------------------ | ---------------------- | ----- |
| 1         | Frampton Comes Alive!                | Peter Frampton         | [ 7 ] |
| 2         | Fleetwood Mac                        | Fleetwood Mac          | [ 7 ] |
| 3         | Wings at the Speed of Sound          | Paul McCartney & Wings | [ 7 ] |
| 4         | Their Greatest Hits (1971-1975)      | Eagles                 | [ 7 ] |
| 5         | Chicago IX - Chicago's Greatest Hits | Chicago                | [ 7 ] |
| 6         | The Dream Weaver                     | Gary Wright            | [ 7 ] |
| 7         | Desire                               | Bob Dylan              | [ 7 ] |
| 8         | A Night at the Opera                 | Queen                  | [ 7 ] |
| 9         | History: America's Greatest Hits     | America                | [ 7 ] |
| 10        | Gratitude                            | Earth, Wind & Fire     | [ 7 ] |

## 1977
| Posizione | Titolo                             | Artista                            | Fonte |
| --------- | ---------------------------------- | ---------------------------------- | ----- |
| 1         | Rumours                            | Fleetwood Mac                      | [ 8 ] |
| 2         | Songs in the Key of Life           | Stevie Wonder                      | [ 8 ] |
| 3         | A Star Is Born Original Soundtrack | AA.VV.                             | [ 8 ] |
| 4         | Hotel California                   | Eagles                             | [ 8 ] |
| 5         | Boston                             | Boston                             | [ 8 ] |
| 6         | A New World Record                 | Electric Light Orchestra           | [ 8 ] |
| 7         | Part 3                             | KC and the Sunshine Band           | [ 8 ] |
| 8         | Silk Degrees                       | Boz Scaggs                         | [ 8 ] |
| 9         | Night Moves                        | Bob Seger & The Silver Bullet Band | [ 8 ] |
| 10        | Fleetwood Mac                      | Fleetwood Mac                      | [ 8 ] |

## 1978
| Posizione | Titolo                                   | Artista        | Fonte |
| --------- | ---------------------------------------- | -------------- | ----- |
| 1         | Saturday Night Fever Original Soundtrack | AA.VV.         | [ 9 ] |
| 2         | Grease Original Soundtrack               | AA.VV.         | [ 9 ] |
| 3         | Rumours                                  | Fleetwood Mac  | [ 9 ] |
| 4         | The Stranger                             | Billy Joel     | [ 9 ] |
| 5         | Aja                                      | Steely Dan     | [ 9 ] |
| 6         | Feels So Good                            | Chuck Mangione | [ 9 ] |
| 7         | The Grand Illusion                       | Styx           | [ 9 ] |
| 8         | Simple Dreams                            | Linda Ronstadt | [ 9 ] |
| 9         | Point of Know Return                     | Kansas         | [ 9 ] |
| 10        | Slowhand                                 | Eric Clapton   | [ 9 ] |

## 1979
| Posizione | Titolo                | Artista             | Fonte  |
| --------- | --------------------- | ------------------- | ------ |
| 1         | 52nd Street           | Billy Joel          | [ 10 ] |
| 2         | Spirits Having Flown  | Bee Gees            | [ 10 ] |
| 3         | Minute by Minute      | The Doobie Brothers | [ 10 ] |
| 4         | The Cars              | The Cars            | [ 10 ] |
| 5         | Breakfast in America  | Supertramp          | [ 10 ] |
| 6         | Live and More         | Donna Summer        | [ 10 ] |
| 7         | Pieces of Eight       | Styx                | [ 10 ] |
| 8         | Bad Girls             | Donna Summer        | [ 10 ] |
| 9         | Parallel Lines        | Blondie             | [ 10 ] |
| 10        | Blondes Have More Fun | Rod Stewart         | [ 10 ] |